# Henry Newton (Fußballspieler)
Henry Newton (* 18. Februar 1944 in Nottingham) ist ein ehemaliger englischer Fußballspieler. Seinen größten Erfolg feierte er in der Football League First Division 1974/75, als er mit Derby County die englische Meisterschaft gewann.

## Spielerkarriere

### Nottingham Forest
Newton startete seine Karriere bei seinem Heimatverein Nottingham Forest in der Football League First Division 1963/64 und beendete seine erste Spielzeit auf dem dreizehnten Tabellenrang. Deutlich erfolgreicher verlief die Saison 1964/65 die Forest auf den fünften Platz führte. Eine weitere Steigerung erfuhr dieses Ergebnis in der First Division 1966/67, als Newton mit seinen Mitspielern Vizemeister hinter Manchester United um Bobby Charlton, George Best und Denis Law wurde. Durch diese Platzierung erreichte Nottingham den Messepokal 1967/68 und scheiterte dort nach einem Erstrundenerfolg über Eintracht Frankfurt in der 2. Runde am FC Zürich. In den folgenden drei Jahren konnte die Mannschaft dieses gute Ergebnis nicht wiederholen und Newton wechselte während der Saison 1970/71 für £115,000 zum amtierenden englischen Meister FC Everton.

### FC Everton
Durch den Erfolg in der Football League First Division 1969/70 nahm Everton am Europapokal der Landesmeister 1970/71 teil und schaltete dort in der 2. Runde den deutschen Meister Borussia Mönchengladbach nach Elfmeterschießen aus. Im Viertelfinale erfolgte jedoch das unerwartete Aus gegen den griechischen Meister Panathinaikos Athen. Die Mannschaft von Trainer Harry Catterick konnte die guten Vorjahresresultate in der Saison 1970/71 nicht bestätigen und belegte einen enttäuschenden vierzehnten Tabellenplatz. Auch in den folgenden beiden Jahren fand sich das Team von Newton lediglich im unteren Tabellendrittel wieder, ehe er im September 1973 für £110, 000 zu Derby County wechselte.

### Derby County
Derby hatte in der First Division 1971/72 mit Trainer Brian Clough überraschend die englische Meisterschaft gewonnen und war bis ins Halbfinale des Europapokal der Landesmeister 1972/73 eingezogen. Der Saisonstart in die Saison 1973/74 verlief weniger erfolgreich und der mit dem Vorstand entzweite Brian Clough wurde am 15. Oktober 1973 entlassen. Mit dessen Nachfolger Dave Mackay erreichte County Platz 3 in der Meisterschaft und zog im Folgejahr ins Achtelfinale des UEFA-Pokal 1974/75 ein, ehe das Aus erfolgte. Dafür gelang Newton mit seinen Mitspielern um Archie Gemmill, Colin Todd und Bruce Rioch der Titelgewinn in der Football League First Division 1974/75. Durch diesen Erfolg im Europapokal der Landesmeister 1975/76 startberechtigt, scheiterte Derby in der 2. Runde nach einem 4:1-Heimerfolg im Rückspiel mit 1:5 nach Verlängerung an Real Madrid. Nach Platz 4 in der Saison 1975/76 und dem frühen Aus im UEFA-Pokal 1976/77 wechselte Newton 1977 zum FC Walsall und beendete dort ein Jahr später mit 34 Jahren seine Spielerlaufbahn.